# Isia alcumena
Isia alcumena är en fjärilsart som beskrevs av Berg 1882. Isia alcumena ingår i släktet Isia och familjen björnspinnare. Inga underarter finns listade i Catalogue of Life.